# نيوبولد موريس
نيوبولد موريس (بالإنجليزية: Newbold Morris)‏ هو سياسي أمريكي، ولد في 2 فبراير 1902 بنيويورك في الولايات المتحدة، وتوفي في 30 مارس 1966. حزبياً، نشط في الحزب الجمهوري.